# The Roxy
The Roxy Theatre (ofte bareThe Roxy) er en berømt natklub liggende på Sunset Strip, i West Hollywood, Californien. The Roxy er ejet af Lou Adler og sin søn Nic, som står for de administrerende pligter i klubben.
The Roxy blev åbnet den 23. september 1973 af partnerne Elmer Valentine, Lou Adler, David Geffen, Elliot Roberts og Peter Asher. Disse overtog bygningen som førhen havde været en stripklub ejet af Chuck Landis.

### Fodnoter
1. ↑  Romano, Tricia (4. december 2009). "Reviving the Roxy: Can the Strip Follow?". New York Times. Hentet 3. oktober 2011.

34°05′27″N 118°23′17″V / 34.0908°N 118.388°V